# سوبر بيدا مان
سوبر بيدا مان مسلسل انمي ياباني عرض لأول مره في 4 يناير 1999 واستمر عرضه حتى 1 أكتوبر 1999 تم دبلجته المسلسل للغة العربية بواسطة مركز الزهرة وعرض على قناة سبيس تون عام 2006.

## القصة
تدور الاحداث حول ولد شغوف بلعبة بيدمان يتنافس هو واصدقائه

## الدبلجة العربيةمركز الزهرة
- أسيمة اليوسف
- أميرة حذيفي
- عادل أبو حسون
- سمر كوكش
- امال سعد الدين
- زياد الرفاعي
- بثينة شيا
- فاطمة سعد
- مروان فرحات
- محمد حداقي
- منصور السلطي